# Kup Maršala Tita 1946/47
Der Kup Maršala Tita 1946/47 war die erste Austragung eines nationalen Pokalwettbewerbs im jugoslawischen Fußball. Er wurde nach dem damaligen jugoslawischen Staatspräsidenten Josip Broz Tito benannt. Bis zum Finale am 30. November 1947 nahmen insgesamt 349 Mannschaften am ersten Wettbewerb teil. Diese spielten zunächst in Qualifikationsrundenspielen um die Teilnahme an der Schlussrunde, an der die besten 40 Mannschaften teilnahmen.
Im Falle eines Unentschiedens nach Verlängerung wurde durch Auslosung entschieden, wer weiter kam.
Erster Pokalsieger wurde im Belgrader Stadion JNA der FK Partizan Belgrad, der sich gegen FK Naša Krila aus Zemun mit 2:0 durchsetzen konnte.

## Schlussrundeteilnehmer
| SERBIEN 13 Mannschaften | KROATIEN 12 Mannschaften | BOSNIEN UND HERZEGOWINA 4 Mannschaften                                          | MAZEDONIEN 4 Mannschaften                                                               | SLOWENIEN 4 Mannschaften                                                           | MONTENEGRO 2 Mannschaften                   | JULIJSKA KRAJINA 1 Mannschaft (als Gast) |
| - FK Partizan Belgrad - Roter Stern Belgrad - FK Metalac Belgrad - FK Spartak Subotica - FK Sloga Novi Sad - FK Naša Krila - FK Dinamo Pančevo - FK Napredak Kruševac - FK Borac Čačak - FK Polet Sombor - FK Nikčević Kraljevo - Garnizon JNA Novi Sad - FK Proleter Priština | - Dinamo Zagreb - HNK Hajduk Split - NK Lokomotiva Zagreb - NK Metalac Zagreb - NK Mornar Split - NK Tekstilac Varaždin - NK Kvarner Rijeka - HNK Šibenik - NK Dinamo Vinkovci - NK Naprijedak Sisak - NK Jedinstvo Čakovec - Ivanjićgrad | - FK Sarajevo - FK Željezničar Sarajevo - FK Velež Mostar - FK Borac Banja Luka | - FK Vardar Skopje - FK Rabotnički Skopje - FK Goce Delčev Prilep - Garnizon JNA Skopje | - Enotnost Ljubljana - Rudar Trbovlje - NK Kladivar Celje - Garnizon JNA Ljubljana | - FK Budućnost Titograd - FK Jakić Pljevlja | - Ponciana Triest                        |

## 1. Runde
In der 1. Runde waren neben den 19 Vertretern der Republiken auch 5 Mannschaften aus der 2. Liga, die die Plätze 7 bis 11 belegt haben: FK Budućnost Titograd, NK Tekstilac Varaždin, FK Dinamo Pančevo, FK Željezničar Sarajevo, NK Kvarner Rijeka.
|                         | Ergebnis                     |                       |
| ----------------------- | ---------------------------- | --------------------- |
| FK Budućnost Titograd   | 4:2                          | Granizon JNA Skopje   |
| FK Velež Mostar         | 2:0                          | FK Napredak Kruševac  |
| NK Rudar Trbovlje       | (L) 2:2 n. V. (1:1, 0:0) (L) | NK Naprijedak Sisak   |
| FK Nikčević Kraljevo    | 1:2                          | Garnizon JNA Novi Sad |
| NK Kvarner Rijeka       | 4:0                          | NK Jedinstvo Čakovec  |
| FK Polet Sombor         | 4:0                          | NK Tekstilac Varaždin |
| Garnizon JNA Ljubljana  | 2:3                          | HNK Šibenik           |
| FK Proleter Priština    | 1:0                          | FK Goce Delčev Prilep |
| FK Borac Čačak          | 0:2                          | FK Jakić Pljevlja     |
| NK Dinamo Vinkovci      | 1:2                          | FK Dinamo Pančevo     |
| FK Željezničar Sarajevo | (L) 3:3 n. V. (2:2, 1:1) (L) | FK Borac Banja Luka   |
| Ivanjićgrad             | 1:4                          | NK Kladivar Celje     |

## 2. Runde
In der 2. Runde sind neben den Siegermannschaften sind noch 6 besten Mannschaften der 2. Liga und 6 Mannschaften aus der 1. Liga, die Plätze 5 bis 10 belegt haben, dazugekommen.
|                       | Ergebnis                     |                         |
| --------------------- | ---------------------------- | ----------------------- |
| NK Mornar Split       | 5:1                          | NK Kladivar Celje       |
| FK Sarajevo           | 3:1                          | FK Velež Mostar         |
| Enotnost Ljubljana    | 1:2                          | FK Naša Krila           |
| HNK Šibenik           | 2:5                          | FK Sloga Novi Sad       |
| NK Metalac Zagreb     | 1:2                          | FK Vardar Skopje        |
| FK Budućnost Titograd | 3:1                          | FK Metalac Belgrad      |
| NK Kvarner Rijeka     | 3:2                          | Ponciana Triest         |
| Garnizon JNA Novi Sad | (L) 1:1 n. V. (1:1, 0:0) (L) | NK Lokomotiva Zagreb    |
| FK Dinamo Pančevo     | 0:2                          | FK Spartak Subotica     |
| FK Jakić Pljevlja     | 3:2                          | Rudar Trbovlje          |
| FK Polet Sombor       | 2:1                          | FK Željezničar Sarajevo |
| FK Rabotnički Skopje  | 1:2                          | FK Proleter Priština    |

## Achtelfinale
Im Achtelfinale sind neben den Siegermannschaften noch 4 Mannschaften aus der 1. Liga, die die Plätze 1 bis 4 belegt haben, dazugekommen: Dinamo Zagreb, FK Partizan Belgrad, HNK Hajduk Split und Roter Stern Belgrad.
|                       | Ergebnis |                        |
| --------------------- | -------- | ---------------------- |
| FK Partizan Belgrad   | 2:0      | FK Proleter Priština   |
| Garnizon JNA Novi Sad | 1:6      | FK Roter Stern Belgrad |
| NK Kvarner Rijeka     | 4:0      | NK Mornar Split        |
| FK Polet Sombor       | 3:5      | FK Sloga Novi Sad      |
| FK Naša Krila         | 2:1      | FK Vardar Skopje       |
| Dinamo Zagreb         | 0:3      | FK Sarajevo            |
| FK Jakić Pljevlja     | 3:2      | FK Budućnost Titograd  |
| FK Spartak Subotica   | 3:2      | HNK Hajduk Split       |

## Viertelfinale
|                     | Ergebnis |                        |
| ------------------- | -------- | ---------------------- |
| FK Partizan Belgrad | 2:1      | FK Roter Stern Belgrad |
| NK Mornar Split     | 2:3      | FK Sloga Novi Sad      |
| FK Naša Krila       | 2:0      | FK Spartak Subotica    |
| FK Sarajevo         | 3:2      | FK Jakić Pljevlja      |

## Halbfinale
|                     | Ergebnis    |                   |
| ------------------- | ----------- | ----------------- |
| FK Partizan Belgrad | 4:0         | FK Sloga Novi Sad |
| FK Naša Krila       | (L) 0:0 (L) | FK Sarajevo       |

## Finale
| Paarung             | FK Partizan Belgrad – FK Naša Krila |
| Ergebnis            | 2:0 (2:0) |
| Datum               | 30. November 1947 |
| Stadion             | Stadion JNA, Belgrad |
| Zuschauer           | >50.000 Zuschauer |
| Schiedsrichter      | Miljenko Podupski (Zagreb) |
| Tore                | 1:0 Jezerkić (20.) 2:0 Simonovski (22.) |
| FK Partizan Belgrad | Franjo Šoštarić, Miroslav Brozović , Ratko Čolić, Bela Palfi, Miodrag Jovanović, Aleksandar Atanacković, Prvoslav Mihajlović, Stjepan Bobek, Jovan Jezerkić, Momčilo Radunović, Kiril Simonovski Cheftrainer: Ilješ Špic |
| FK Naša Krila       | Popadić, Lazić, Filipović , Grčić, Brnjevarac, Lokošek, Panić, Pečenčić, Zlatković, Damnjanović, Borović Cheftrainer: Nenad Radosavljević                                                                                |